# Jean Cau
Jean Cau (* 8. Juli 1925 in Bram; † 18. Juni 1993 in Paris) war ein französischer Schriftsteller und Journalist. 1961 erhielt er den  Prix Goncourt für seinen Roman La pitié de Dieu.

## Leben
Cau war der Sohn eines südfranzösischen Landarbeiters und studierte nach Besuch der Gymnasien in Carcassonne und Paris (Lycée Louis-le-Grand) Literaturwissenschaft und Philosophie in Paris. Er gehörte zu den Existentialisten-Kreisen in Saint-Germain-des-Prés. 1946 bis 1957 war er Sekretär von Jean-Paul Sartre. Er war 1949 bis 1954 Redakteur in der Zeitschrift von Sartre Les Temps Modernes, war Journalist bei L’Express (Redakteur ab 1957), Figaro littéraire (1963/64), France-Observateur (ab 1978) und für Paris Match (ab 1984). Er brach später mit Sartre und schrieb gegen die Linke.
Sein Roman La pitié de Dieu handelt von vier zu lebenslänglich verurteilten Mördern (ein Arzt, ein Boxer, ein Kranführer und ein Rundfunk-Journalist), die sich eine Gefängniszelle teilen und sich ihre Geschichten erzählen. In welcher Zeit und an welchem Ort die Handlung spielt, ist nicht genau beschrieben.
Cau veröffentlichte zahlreiche Bücher, darunter auch politische Pamphlete und Essays und politische und literarische Porträts oft in satirisch-polemischem Ton, der ihm auch Feindschaften eintrug, zumal er keine Rücksichten nahm. Seine Kritik an Ernest Hemingway (Cau selbst liebte Spanien und die spanische Kultur und war ihr als Südfranzose eng verbunden) soll ein Grund gewesen sein, warum der Hemingway-Bewunderer Heinrich Maria Ledig-Rowohlt seinen preisgekrönten Roman nicht bei Rowohlt veröffentlichte.
Von ihm stammt ein Theaterstück Die Fallschirmjäger, das auch in Berlin aufgeführt wurde.

## Werke (Auswahl)
- Les Paroissiens, Gallimard, 1958
- La pitié de Dieu,  Gallimard 1961
  - Das Erbarmen Gottes. Aus dem Französischen von Hanns Grössel, Piper, München 1962.
- Croquis de memoire, Juillard 1985

## Filmografie (Auswahl)
- 1970: Der Mann mit der Torpedohaut (La peau de torpédo)